# Xostka
Xostka (ucraïnès: Шостка; rus: Шостка) és una ciutat del nord-est d'Ucraïna dins la província de Sumi. Té 85.800 habitants (2004). La ciutat es troba a la riba del riu Xostka que és un afluent del Desnà. Xostka és un important centre industrial; en la química (vegeu Svema) i en lactis: La planta lletera de Xostka recentment va ser adquirida per l'empresa Fromageries Bel.

## Història
Xostka va ser fundada al segle xvii pels cosacs ucraïnesos. El 1739, s'hi va fer una fàbrica de pólvora que era la principal dins l'imperi Rus. El 1893 hi arribà el ferrocarril. Xostka va tenir l'estatus de ciutat l'any 1920. El 1931 s'hi va fer una fàbrica de pel·lícules pel cinema soviètic.

## Esports
Xostka hostatja l'equip de futbol Impuls Shostka.